# Milchsäure
Milchsäure (lateinisch acidum lacticum) ist eine Hydroxycarbonsäure, enthält somit sowohl eine Carboxygruppe als auch eine Hydroxygruppe. Sie wird deswegen auch als 2-Hydroxypropionsäure bezeichnet, bzw. nach den Nomenklaturempfehlungen der IUPAC als 2-Hydroxypropansäure. Die Salze und Ester der Milchsäure heißen Lactate. Milchsäure ist eine der einfachsten chiralen organischen Verbindungen, die in der Geschichte für den Begriff der Chiralität (Optische Aktivität) eine „Landmarke“ darstellt.
Milchsäure ist in Form von Lactat ein wichtiges Zwischenprodukt im Stoffwechsel, zum Beispiel als Produkt beim Abbau von Zuckern durch die Milchsäuregärung.
Es existieren zwei Formen (Enantiomere) der Milchsäure, die im Polarimeter durch den Drehsinn der Ebene des polarisierten Lichts unterschieden wurden: (+)-Milchsäure ist „rechtsdrehend“, (−)-Milchsäure „linksdrehend“.

## Geschichte
Lösungen von Milchsäure wurden historisch sowohl in Europa wie auch in Asien zur Säuerung und Konservierung von Lebensmitteln, insbesondere für Milch (Sauermilch), Gemüse (z. B. Sauerkraut) und auch zur Herstellung von Silagen als Futtermittel bereits seit Jahrhunderten oder Jahrtausenden genutzt.
Die erste Entdeckung und Isolierung der Milchsäure geht auf den deutsch-schwedischen Apotheker und Chemiker Carl Wilhelm Scheele im Jahr 1780 zurück, der sie aus saurer Milch in Form eines braunen Sirups isolierte. Jöns Jakob Berzelius entdeckte im Jahr 1808 eine Säure in Tierfleisch, welcher dieselbe empirische Formel zugeordnet werden musste, also ein Isomer. Sie wurde Fleischmilchsäure, auch Paramilchsäure, genannt.
Die Konstitution der Milchsäuren wurde 1873 von Johannes Wislicenus aufgeklärt.
Henri Braconnot, ein französischer Chemiker, fand im Jahre 1813 heraus, dass Milchsäure in einem Fermentationsprozess hergestellt werden kann. 1856 entdeckte Louis Pasteur die Milchsäurebakterien und entwickelte das Grundverständnis für die Milchsäuregärung. Im Jahr 1880 war Julius Uffelmann der Nachweis der Milchsäure im Magensaft gelungen. Die großtechnische Produktion von Milchsäure begann 1881 in den USA, und 1895 machte auch Boehringer Ingelheim die Entdeckung, wie Milchsäure mit Hilfe von Bakterien in großen Mengen hergestellt werden konnte.

## Vorkommen
In Sauermilch- und Molkeprodukten, Joghurt, aber auch Tomatensaft und Bier ist (−)-Milchsäure ein dominierender Bestandteil.
(+)-Milchsäure kommt – wie gesagt – im  Muskelserum, aber auch im Blut, Speichel, Schweiß, sowie in der Niere und Galle vor. Eine 1:1-Mischung (Racemat), aus (−)- und (+)-Milchsäure, findet sich ebenfalls in den erwähnten Milchprodukten. Bei allen Produkten, die durch Milchsäuregärung haltbar gemacht werden, ist der Anteil der beiden Enantiomeren abhängig vom verwendeten Bakterienstamm und den Reaktionsbedingungen. Beim Bokashi-Kompostverfahren wird ein Großteil der organischen Materie zu Milchsäure umgesetzt.
Auch Pilze erzeugen Milchsäure, z. B. Vertreter der Gattungen Rhizopodus, Allomyces und Blastocladiella.

## Herstellung
Die Herstellung von Milchsäure kann sowohl biotechnologisch über eine Fermentation von Kohlenhydraten (Zucker, Stärke) wie auch synthetisch auf der Basis petrochemischer Rohstoffe (Acetaldehyd) erfolgen.
Weltweit werden jährlich etwa 250.000 Tonnen (Stand 2010) Milchsäure industriell produziert, die vor allem in der Lebensmittelindustrie sowie zur Herstellung von Polylactiden (PLA; auch: Polymilchsäuren) genutzt werden.

### Fermentative Herstellung
Etwa 70 bis 90 % der Weltproduktion an Milchsäure wird derzeit fermentativ hergestellt, wobei beide reinen Enantiomere kommerziell durch Fermentationsverfahren mit Milchsäurebakterien in signifikanten Mengen produziert werden. In der Regel wird stammspezifisch nur eines der Stereoisomere gebildet, allerdings kann es durch das Enzym Lactat-Racemase auch zu anderen Mischungsverhältnissen kommen.
Industriell erfolgt die Herstellung von Sauermilchprodukten durch Vergärung von Milch oder Molke vor allem durch die Lactobacillus-Arten Lactobacillus acidophilus, Lactobacillus casei, Lactobacillus delbrueckii subsp. bulgaricus (Lactobacillus bulgaricus) und Lactobacillus helveticus, weiterhin durch Streptococcus salivarius subsp. thermophilus (Streptococcus thermophilus) und Lactococcus lactis. Für industriell genutzte Milchsäure werden Zuckerdicksaft oder Stärkehydrolysate und Lactobacillus delbrueckii sowie Pentose-haltige Sulfitablaugen und Lactobacillus pentosus verwendet. Die Bakterienstämme werden nach ihrer Eigenart eingeteilt, Glucose nur zu Lactat oder auch zu anderen Produkten zu vergären: homofermentative Arten, wie Lactobacillus casei und Lactococcus lactis, bilden pro Mol Glucose zwei Mol Lactat, während heterofermentative Arten, wie Leuconostoc mesenteroides und Lactobacillus brevis, neben einem Mol Lactat pro Mol Glucose auch Essigsäure, Kohlenstoffdioxid und Ethanol produzieren.
Ein Vorteil der fermentativen Herstellung ist, dass sie – anders als die synthetische Herstellung – stereospezifisch ist. So kann mit bestimmten Stämmen gezielt das L-Isomer (siehe unten) hergestellt werden, welches für moderne Anwendungen gefragter ist.

### Synthetische Herstellung
Synthetisch wird Milchsäure durch Anlagerung von Cyanwasserstoff (Blausäure, HCN) an Acetaldehyd zu Acetaldehydcyanhydrin (Milchsäurenitril, Lactonitril) hergestellt. Das Nitril wird dann mit Salzsäure zu Milchsäure und Ammoniumchlorid hydrolysiert. Dieser Syntheseweg wird von dem japanischen Unternehmen Musashino als letztem Großproduzenten für synthetische Milchsäure realisiert.

## Eigenschaften

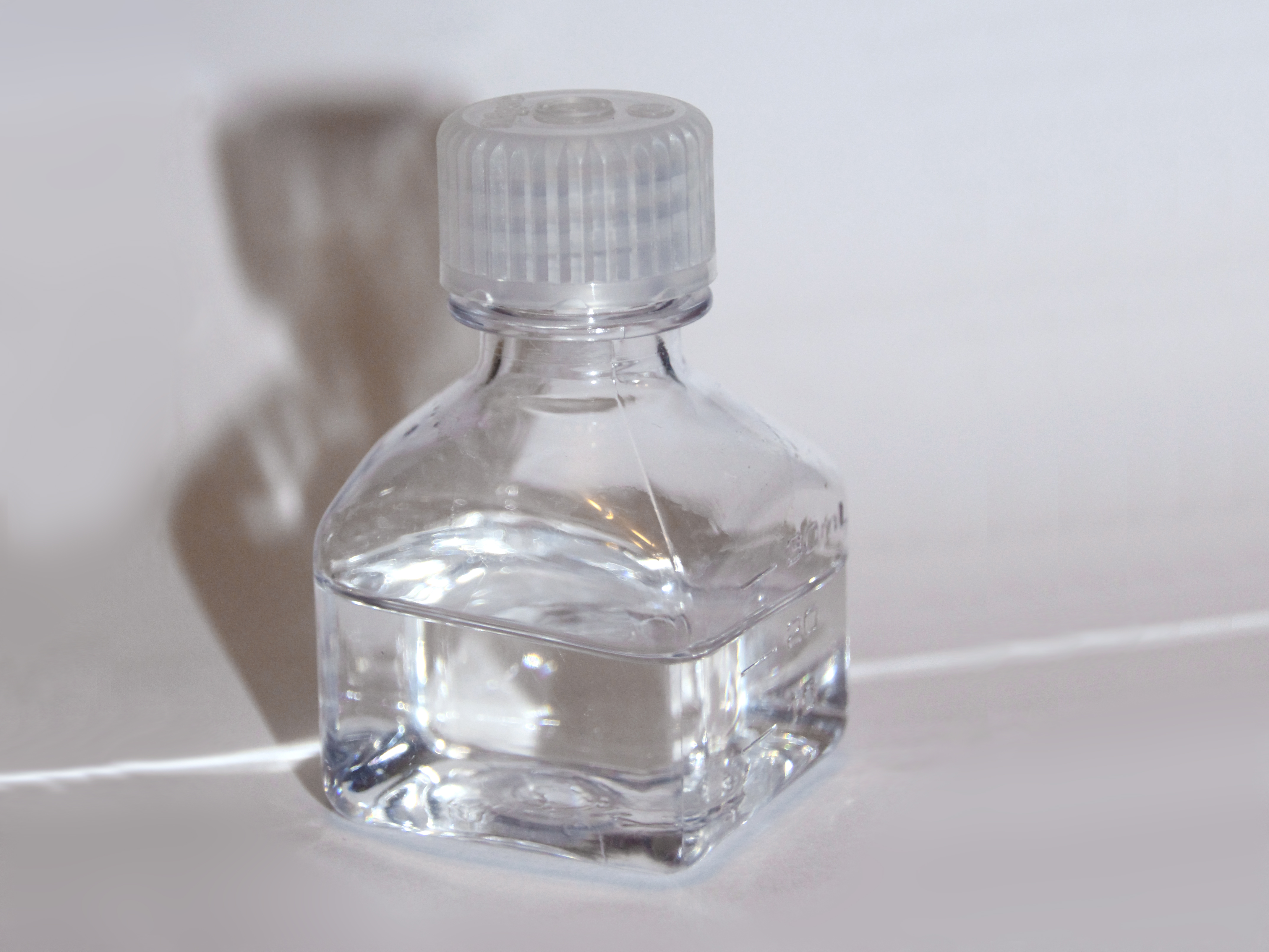
Racemische Milchsäure

### Isomerie
Das Milchsäuremolekül enthält ein Chiralitätszentrum am Kohlenstoffatom C-2. Daher existieren zwei Enantiomere, welche nach dem älteren Nomenklatursystem als D-Milchsäure und L-Milchsäure bezeichnet wurden. L‘ steht für lateinisch laevus = „links liegend“, ‚D‘ für lateinisch dexter = „rechts“ – auf die HO-Gruppe bezogen – in der Fischer-Projektionsformel.
Nach der modernen Sequenzregel (R/S-Nomenklatur) sind dies (R)-Milchsäure und (S)-Milchsäure.
Diese unterscheiden sich u. a. durch ihre unterschiedliche optische Aktivität: die linksdrehende Milchsäure (minus-Milchsäure) und die rechtsdrehende Milchsäure (+-Milchsäure). Erstere besitzt die (R)-Konfiguration, letztere die (S)-Konfiguration. Racemische Milchsäure ist ein 1:1-Gemisch aus (R)- und (S)-Milchsäure.
| Isomere von Milchsäure |                                                 |                               |
| Name                   | L-Milchsäure                                    | D-Milchsäure                  |
| Andere Namen           | (S)-Milchsäure (+)-Milchsäure Fleischmilchsäure | (R)-Milchsäure (−)-Milchsäure |
| Strukturformel         |                                                 |                               |
| CAS-Nummer             | 79-33-4                                         | 10326-41-7                    |
| CAS-Nummer             | 50-21-5 (unspez.)                               |                               |
| EG-Nummer              | 201-196-2                                       | 233-713-2                     |
| EG-Nummer              | 200-018-0 (unspez.)                             |                               |
| ECHA-Infocard          | 100.001.088                                     | 100.030.636                   |
| ECHA-Infocard          | 100.000.017 (unspez.)                           |                               |
| PubChem                | 107689                                          | 61503                         |
| PubChem                | 612 (unspez.)                                   |                               |
| Wikidata               | Q27080955                                       | Q27077083                     |
| Wikidata               | Q161249 (unspez.)                               |                               |

Wie aus der Infobox ersichtlich, bilden die Milchsäuren im Reinzustand kristalline Feststoffe.
Alle stereoisomeren Milchsäuren sind im Handel als wässrige Lösungen erhältlich.
Vermutlich versuchte Théophile-Jules Pelouze als erster, wässrige Milchsäure durch Erhitzen zu konzentrieren. Es entstanden jedoch Oligomere der Milchsäure, zunächst das Dimer Lactoylmilchsäure (Lactoyllactic acid). Bei stärkerem Erhitzen wird die cyclische Verbindung Lactid (3,6-Dimethyl-1,4-dioxan-2,5-dion) gebildet.

Zwei Konformationen von Lactoylmilchsäure

In wässriger Milchsäurelösung liegt ein chemisches Gleichgewicht zwischen Milchsäure und ihren durch intermolekulare Wasserabspaltung entstehenden Oligomeren vor. In 90%iger Milchsäurelösung findet man etwa 70 % als freie Säure und 20 % als Oligomere vor. Aus zwei Milchsäuremolekülen entsteht unter Ringschluss und Abspaltung von zwei Wassermolekülen Lactid mit einem sechsgliedrigen Ring. Diese Verbindung wird in wässriger Milchsäurelösung jedoch nicht beobachtet.
Die aus Milchsäure gebildeten intermolekularen Ester erreichen jedoch keine relevanten Kettenlängen, um das Produkt technisch verwerten zu können.
Jedoch lassen sich aus Dilactiden mittels Ringöffnungspolymerisation hochwertige Polyester erzeugen. Der entstehende Kunststoff ist biologisch abbaubar und zudem immunologisch neutral.

### Physikalische Eigenschaften
Zwar sind die verschiedenen Milchsäuren in reinem Zustand Feststoffe, aber die Kristalle zerfließen rasch an der (feuchten) Luft, sind also hygroskopisch.
D-(−)-Milchsäure bildet prismatische Plättchen, die bei 26 °C schmelzen.
Die Kristalle von l-(+)-Milchsäure wurden als „strahlig gruppierte, abgeplattete, prismatische Kristalle“ charakterisiert.
Der spezifische Drehwinkel beträgt für D-Milchsäure bei 20 °C [α]D20 = −2,6 (H2O) und für L-Milchsäure [α]D20 = +2,6 (H2O). Bei 15 °C wird für L-Milchsäure ein Drehwinkel [α]D15 = +3,82 (H2O) gemessen.
Im Vakuum können die Milchsäuren ohne Zersetzung (s. o.) verdampft werden.
Kristalle von l-(+)-Milchsäure wurden bei minus 173 °C (100 Kelvin) mittels Röntgenbeugung untersucht.
Sie gehören zum Orthorhombischen Kristallsystem. Die Moleküle sind durch Wasserstoffbrücken-Bindungen (punktiert gezeichnet) verknüpft.
Sogar in der Gasphase sind H-Brückenassoziate vorhanden.

### Chemische Eigenschaften
Von den verschiedenen Milchsäuren wurden zahlreiche Salze hergestellt. Schon der Entdecker, Scheele, verwendete das Calciumsalz zur Isolierung. Das Salz mit dem chiralen Alkaloid Brucin war wichtig zur Trennung der Enantiomeren. Mit verschiedenen Alkoholen werden Carbonsäureester gebildet, z. B. Milchsäureethylester
Viele Versuche zur Oxidation (Dehydrierung) von Milchsäure wurden unternommen.
Die zur Oxidation von (sekundären) Alkoholen bewährte Umsetzung mit schwefelsauren Dichromat-Lösungen führte jedoch zu Acetaldehyd und CO2, also zum Abbau.
Im Jahr 1900 berichteten Henry John Horstman Fenton und H. O. Jones über Versuche zur Oxidation mit Wasserstoffperoxid. Entscheidend war dabei der Zusatz von Fe(II)-Salzen, wonach Brenztraubensäure entstand (Fenton-Reaktion). Auch Mangansalze wurden verwendet.

## Verwendung

### Ernährung, Futter- und Genussmittel

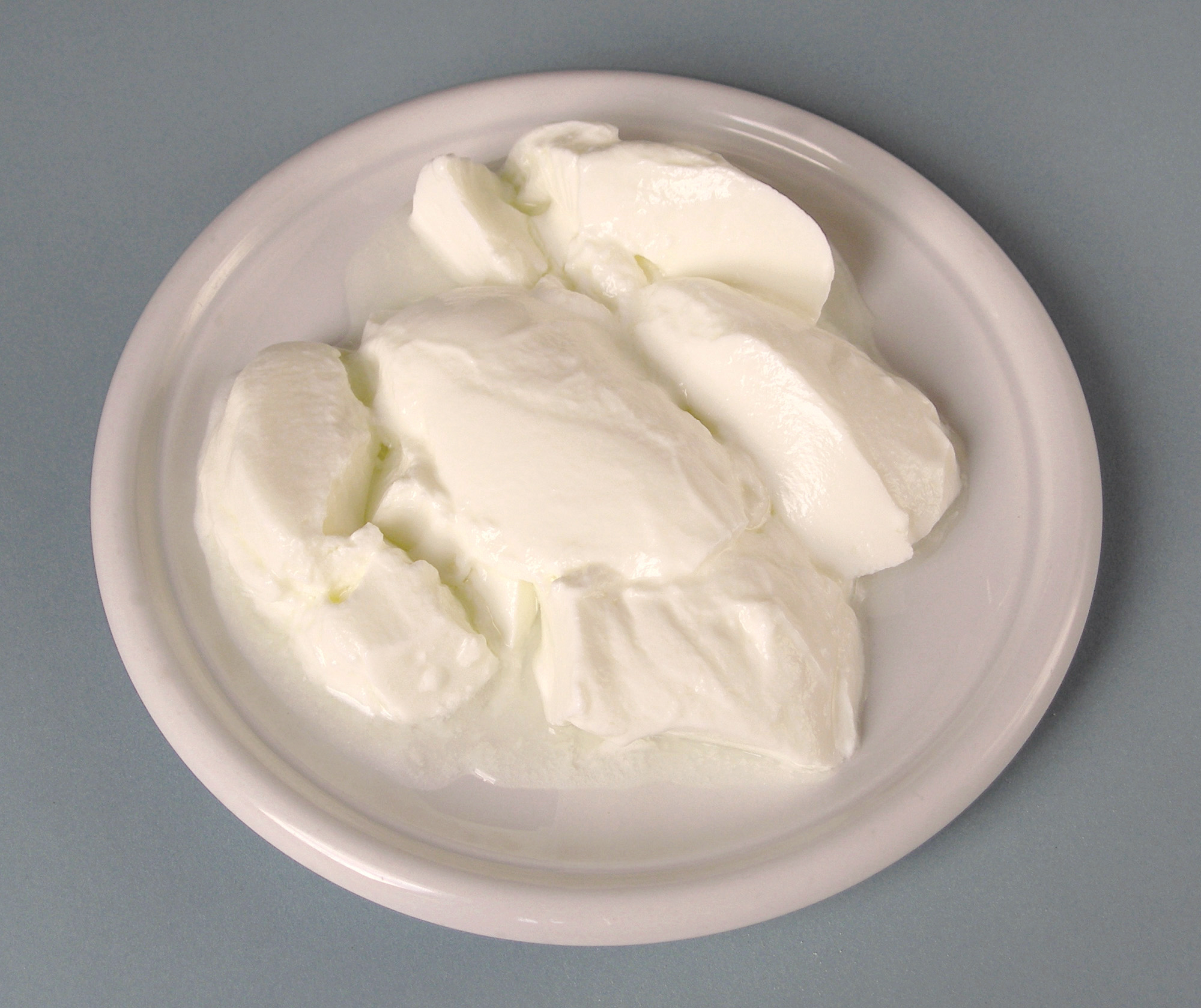
Joghurt und andere Sauermilchprodukte entstehen durch Milchsäuregärung.

Eine Reihe von Lebensmitteln wird direkt durch Milchsäuregärung hergestellt. Darunter fallen vor allem die Sauermilchprodukte wie Sauermilch, Joghurt, Kefir und Buttermilch. Diese werden durch Infektion von pasteurisierter Milch mit Starterkulturen der Milchsäurebakterien hergestellt. Weitere Produkte sind lactofermentierte Gemüse wie Sauerkraut, rote Bete in einigen Borschtsch-Varianten oder Kimchi sowie Sauerteig und entsprechend Sauerteigprodukte. Auch Silagen, durch Vergärung haltbar gemachte Frischfuttermittel, basieren auf der Milchsäuregärung.
Als Lebensmittelzusatzstoff trägt Milchsäure die Bezeichnung E 270. Sie wird in der Lebens- und Genussmittelindustrie vielfältig als Säuerungsmittel eingesetzt, so etwa in Backwaren, Süßwaren und vereinzelt auch in Limonaden. Durch die Änderung des pH-Wertes in den Lebensmitteln auf einen pH von etwa 4 kommt es zu einer Konservierung der Lebensmittel, da eine Besiedlung mit anderen Mikroorganismen weitgehend ausgeschlossen wird.
Bierbrauer schätzen Milchsäure beim Brauwasser als pH-senkend. Dies ist besonders der Fall bei hellen Bieren, bei denen das Malz weniger säuernde Eigenschaften hat. Hier wird oft mit Milchsäurebakterien behandeltes Sauermalz eingesetzt, um dem Reinheitsgebot zu entsprechen. Auch darf die Maische und die Bierwürze mit Milchsäurebakterien direkt angereichert werden. Biologisch hergestellte Milchsäure ist also zulässig, technisch erzeugte dagegen nicht. Die Einhaltung des deutschen Reinheitsgebotes erfordert deshalb zusätzlichen Herstellungsaufwand zur Fermentation.
In Form der Salze Calciumlactat oder Calciumlactatgluconat kann sie zudem zur Calciumanreicherung zugesetzt werden.

### Stoffliche Nutzung

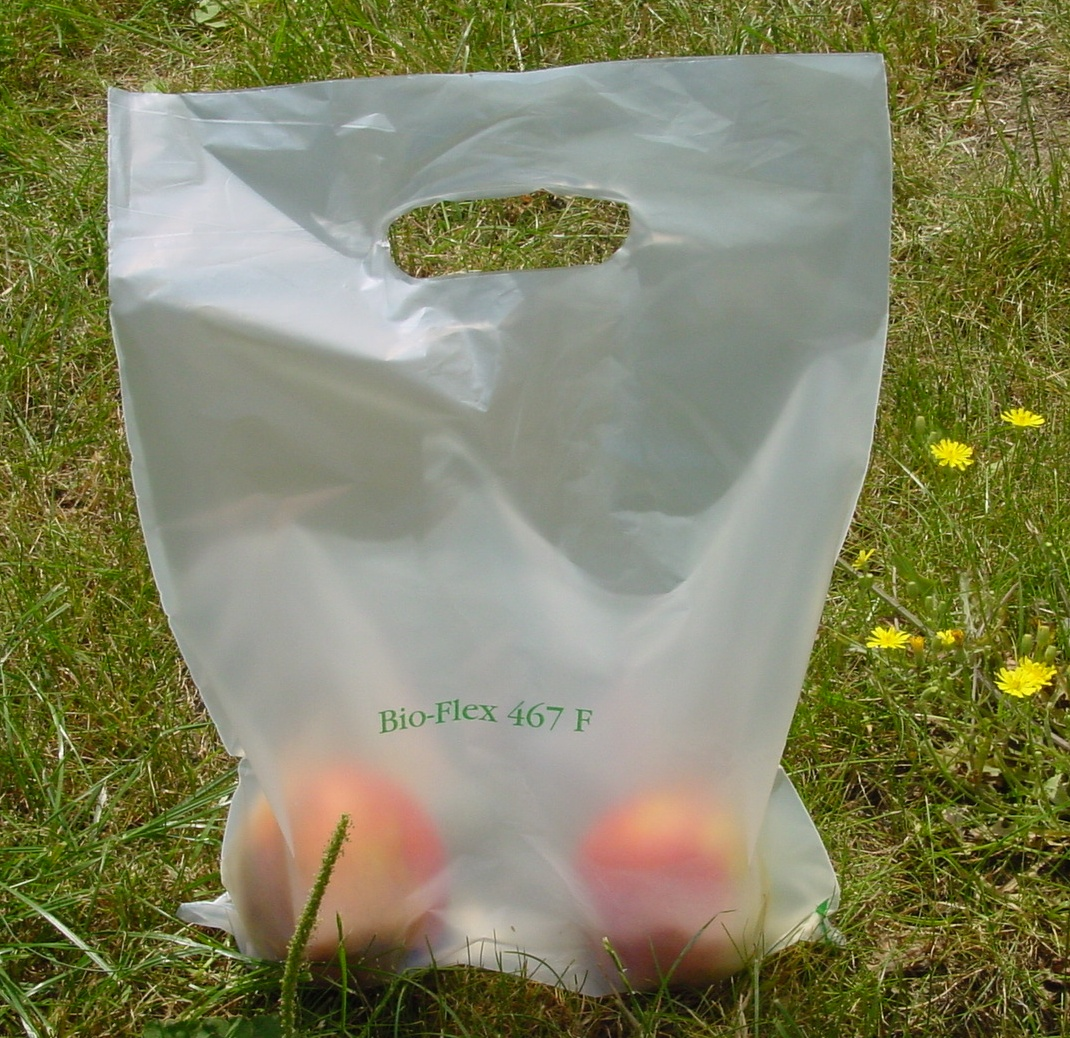
Einkaufsbeutel aus PLA-Biokunststoff

Milchsäure ist das Monomer der Polylactide bzw. Polymilchsäuren (PLA), die als biologisch abbaubare und bio-basierte Kunststoffe vielfältige Verwendung finden.
Milchsäure wirkt antibakteriell und wird deshalb Flüssigseifen, Reinigern und Geschirrspülmitteln zugegeben. Die Desinfektionswirkung entfaltet sie optimal bei einem pH-Wert von 3 bis 4. Sie wurde und wird auch als Mittel zur Schwangerschaftsverhütung eingesetzt.
Milchsäure wird als Kalklöser in der Gerberei zum Entkalken von Häuten verwendet. Auch in der Textilindustrie und der Druckerei wird sie hierzu eingesetzt. Manche Reinigungstabs für Kaffeemaschinen, Trinkwassersprudler und ähnliche Geräte enthalten Milchsäure als Kalklöser.
Imker nutzen Milchsäure zur Behandlung von Bienen gegen die Varroamilbe, wobei darauf zu achten ist, dass die behandelten Bienenstöcke bzw. Waben brutfrei sind. Arachnologen verwenden Milchsäure, um die präparierte Epigyne von Spinnenweibchen oder andere Chitinstrukturen aufzuhellen und um Gewebereste aufzulösen.
Die Pharmazeutische Technologie nutzt Milchsäure, um wasserunlösliche Arzneistoffe in Salze der Milchsäure (Lactate) umzuwandeln; diese sind besser wasserlöslich (Beispiel: Ciprofloxacin).
In der Kosmetik wird Milchsäure in Hautcremes und anderen Produkten zur Behandlung von Akne genutzt.

## Biologische Bedeutung
Das Anion der Milchsäure, Lactat, ist ein wichtiges Stoffwechselprodukt. Es wird beim Abbau von Glucose gebildet, der Glykolyse. Diese findet z. B. im tierischen und menschlichen Muskel statt, so auch im Herzmuskel. In der Leber wird Lactat wieder in Glucose zurückverwandelt (Gluconeogenese).
Bei starker Betätigung der Muskulatur kann es zum Anstieg des Blut-Lactatgehaltes von 5 mg/dl auf 100 mg/dl kommen. Die Ursache ist, dass bei anaeroben Bedingungen, wie beispielsweise bei schneller Betätigung der Skelettmuskulatur, Energie in Form von NAD+ aus der Reduktion von Pyruvat mittels der Lactatdehydrogenase für die Fortführung der Glykolyse gewonnen werden muss. Die dabei anfallende Milchsäure (Lactat und H+) wird über den Monocarboxylat-Transporter 1 aus den Zellen geschwemmt. Dieser Vorgang wurde früher als Ursache des Muskelkaters verstanden, jedoch wird diese Theorie heute größtenteils als falsch betrachtet.
Für den Menschen ist die rechtsdrehende L-(+)-Milchsäure die physiologische. Oral eingenommen wird sie im Organismus schneller abgebaut als die linksdrehende D-(−)-Milchsäure.

## Nachweis
Milchsäure in biologischen Proben liegt in sehr verdünnter wässriger Lösung vor. Der spezifische, eindeutige Nachweis erfolgt heute mit den aufwändigen Methoden der Instrumentellen Analytik, z. B. der HPLC-Tandem-Massenspektrometrie.
Mit weniger Aufwand kann Milchsäure durch färbende Reagenzien nachgewiesen werden; allerdings sind diese weniger spezifisch, oft unspezifisch.
Ein Beispiel aus der Medizingeschichte ist die Reaktion mit Eisen(III)chlorid, die u. a. zum Nachweis von Milchsäure in Magensaft diente (Uffelmanns Reaktion).
In der Regel werden die Milchsäure enthaltenden Lösungen vor dem Anfärben chromatographisch getrennt.
Vor der Erfindung der HPLC war man auf die Papierchromatographie oder Dünnschichtchromatographie angewiesen.